# Яблунівська сільська рада (Канівський район)
Я́блунівська сільська́ ра́да — адміністративно-територіальна одиниця та орган місцевого самоврядування в Канівському районі Черкаської області. Адміністративний центр — село Яблунів.

## Загальні відомості
- Населення ради: 483 особи (станом на 2001 рік)

## Населені пункти
Сільській раді підпорядковані населені пункти:
- с. Яблунів

## Склад ради
Рада складається з 12 депутатів та голови.
- аГолов ради: Берегова Валентина Анатоліївна

### Керівний склад попередніх скликань
| Прізвище, ім'я, по батькові    | Основні відомості                                                         | Дата обрання | Дата звільнення |
| ------------------------------ | ------------------------------------------------------------------------- | ------------ | --------------- |
| Бергова Валентина Анатоліївна  | Сільський голова, 1969 року народження                                    | 26.03.2006   | 31.10.2010      |
| Берегова Валентина Анатоліївна | Сільський голова, 1968 року народження, освіта вища, член Партії регіонів | 31.10.2010   |                 |

Примітка: таблиця складена за даними сайту Верховної Ради України

### Депутати
За результатами місцевих виборів 2010 року депутатами ради стали:

#### За суб'єктами висування
| Суб'єкт висування | Кількість обраних депутатів | %   |
| ----------------- | --------------------------- | --- |
| Самовисування     | 12                          | 100 |

#### За округами
| № округу | Прізвище, ім'я, по батькові      | Дата визнання обраним | Освіта             | Партійна приналежність | Відомості про обраного депутата                             |
| -------- | -------------------------------- | --------------------- | ------------------ | ---------------------- | ----------------------------------------------------------- |
| 1        | Усатий Сергій Володимирович      | 02.11.2010            | середня спеціальна | член Партії регіонів   | ЗАТ"Миронівська птахофабрика", машинист холодильних установ |
| 2        | Майстренко Оксана Миколаївна     | 02.11.2010            | середня спеціальна | позапартійна           | тимчасово не працює                                         |
| 3        | Руссу Катерина Олексіївна        | 02.11.2010            | середня            | позапартійна           | ЗАТ"Укршампіньйон Хмілянська філія, різноробоча             |
| 4        | Мироненко Тетяна Олексіївна      | 02.11.2010            | середня спеціальна | позапартійна           | Яблунівська сільська рада, спеціаліст виконкому             |
| 5        | Оторопчук Ігор Богданович        | 02.11.2010            | середня спеціальна | член Партії регіонів   | ЗАТ"Миронівська птахофабрика", водій                        |
| 6        | Шкелебей Валентина Олександрівна | 02.11.2010            | середня спеціальна | член Партії регіонів   | «Укрпочта», начальник Яблунівського відділку зв'язку        |
| 7        | Риженко Ніна Володимирівна       | 02.11.2010            | середня            | член Партії регіонів   | тимчасово не працює                                         |
| 8        | Плохута Василь Олексійович       | 02.11.2010            | вища               | член Партії регіонів   | Управління водного господарства, інженер-гідротехнік        |
| 9        | Огороднік Віктор Володимирович   | 03.05.2012            | середня спеціальна | член Партії регіонів   | тимчасово не працює                                         |
| 10       | Носенко Любов Іванівна           | 02.11.2010            | вища               | позапартійна           | Яблунівська сільська рада, секретар виконкому               |
| 11       | Носенко Наталія Олександрівна    | 02.11.2010            | середня спеціальна | позапартійна           | Яблунівська сільська бібліотека, завідувачка                |
| 12       | Туз Людмила Миколаївна           | 02.11.2010            | вища               | член Партії регіонів   | Яблунівський будинок культури, завідувачка                  |